# ITACA

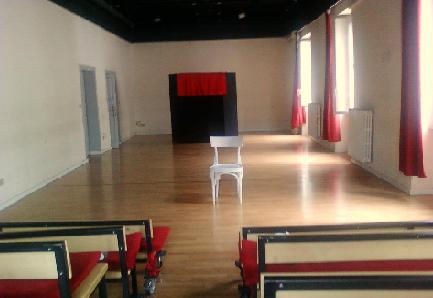
Un'aula di posa dell'accademia

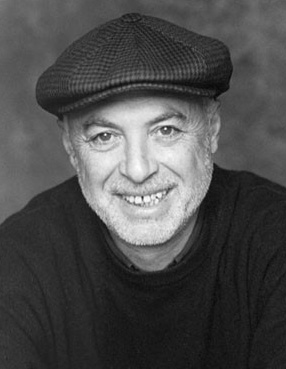
Jurij Alschitz, creatore del metodo adottato dalla scuola, la "verticale del ruolo"

L'International Theatre Academy of the Adriatic, più nota con l'acronimo di ITACA, è un'accademia d'arte drammatica italiana, con sede a Palo del Colle, in città metropolitana di Bari.
La struttura che ospita le lezioni dell'accademia è il Laboratorio Urbano Rigenera, inaugurato il 15 novembre 2013, del quale l'accademia risulta essere ente gestore.
La scuola è stata fondata nel 2001 da Gianpiero Borgia, che ne è stato il direttore artistico fino al 2012, insieme a Christian Di Domenico, coordinatore del personale docente. Inizialmente ha avuto sede presso il castello di Sannicandro di Bari. Nel 2006 viene aperta la sede di Corato, in viale Ettore Fieramosca, che ospiterà i corsi fino al 2013.
È accreditata dal comune di Corato, dal comune di Barletta e dalla regione Puglia.
È gemellata con la LAMDA, accademia d'arte drammatica londinese.
La direzione artistica è attualmente affidata al regista teatrale Nicola Vero.

## Corso di studi
Il corso di studi è composto da un biennio a pagamento (al quale si accede previa selezione tramite workshop selettivi e colloqui individuali) e dal terzo anno (gratuito), il quale permette all'allievo di ricevere la qualifica accademica di attore o di regista professionista.
L'accademia è l'unica scuola in Italia ad adottare il metodo Alschitz, nato negli anni novanta ad opera del regista russo Jurij Alschitz e diffuso in Italia da Christian Di Domenico.
I principali insegnamenti sono recitazione (acting), dizione ed educazione della voce, movimento scenico, canto, storia del teatro (insegnamento denominato in questa scuola cultura teatrale, in linea con la visione alschitziana), training ritmico e musicale, recitazione in lingua inglese, Tai Chi e regia, senza escludere possibili inserti di altre discipline o stage specialistici (ad esempio commedia dell'arte, clownerie, management teatrale, sicurezza sul lavoro).
Gli allievi diplomati e gli stagisti lavorano nelle compagnie teatrali con cui collabora l'accademia, come ad esempio Teatro dei Borgia (fino al 2006 denominata Compagnia delle Formiche).
Il palcoscenico ufficiale dell'accademia è la Residenza Artistica "La Tana", ovvero la cosiddetta "Sala rossa" del castello di Barletta, un teatro con una capienza di 200 posti e una propria stagione teatrale che ha ospitato lavori oltre che della stessa compagnia, di autori come Gabriele Vacis, Valerio Binasco, Andrea Renzi, Vincenzo Pirrotta, Ksenja Prohaska e Peter James.
A partire dall'anno accademico 2011/2012 vengono inoltre attivati corsi di specializzazione per l'alta formazione, patrocinati dal Ministero del lavoro e delle politiche sociali, dall'Unione europea, da tredici regioni italiane e riservati ai professionisti del settore.

## Direttori
- Gianpiero Borgia, 2001 - 2012
- Nicola Vero, 2012 - in carica